# Посядо, Нина Анатольевна
Ни́на Анато́льевна Пося́до (р. 31 октября 1942) — советский и российский скульптор, медальер.

## Биография
Нина Посядо родилась 31 октября 1942 года. Окончила Московское высшее художественно-промышленное училище.
Работает в области камерной пластики и медальерного искусства.

### Семья
- Дед — Иван Кондратьевич Посядо, полный Георгиевский кавалер, участник Русско-японской и Первой мировой войн. Участник Белого движения во время Гражданской войны, расстрелян красными.
- Родители:
  - Отец — Анатолий Иванович Посядо (1908—1987), советский скульптор.
  - Мать — Валентина Георгиевна Посядо-Шатуновская (1922—1990), советский скульптор.
- Муж — Дмитрий Фёдорович Терехов (1936—2020), советский и российский художник, мемуарист.
  - Сын — Сергей Дмитриевич Терехов (р. 1971), российский пианист, музыкальный педагог.

## Участие в творческих и общественных организациях
- Член Союза художников СССР[2]
- Член Союза художников России[1]

## Выставки
- 2009 — «Произведения художников Нины Посядо и Дмитрия Терехова», Музейно-выставочная галерея «Дом Ф. И. Шаляпина», Москва[1]
- 2015 — Совместная выставка Нины Посядо и Дмитрия Терехова, Дом учёных ЦАГИ, Москва[3]

Персональные выставки проходили в Москве, Риме, Новом Иерусалиме и Обнинске.

## Местонахождение работ
Работы находятся в собраниях Государственной Третьяковской галереи, Государственного музея изобразительных искусств имени А. С. Пушкина, музея «Оружейная палата» Московского Кремля, Государственного исторического музея, Государственного музея А. С. Пушкина, в частных собраниях и галереях Европы, США и Японии.